# Natrijev hidrogenkarbonat
Natrijev hidrogenkarbonat (NaHCO3, soda bikarbona, natrijev bikarbonat, jestiva soda, E500b ili 500ii) je bijeli kristalni prah, slabo topljiv u vodi, a vodena otopina je slabo lužnata zbog hidrolize.

Najvažnije soli ugljične kiseline su natrijev hidrogenkarbonat i natrijev karbonat. Te soli su od izuzetne važnosti u industrijskoj primjeni.

U kućanstvima je poznat pod nazivom soda bikarbona, dok mu je ime po IUPAC-u natrijev hidrogenkarbonat.

Zagrijavanjem se ne tali, već raspada na natrijev karbonat (Na2CO3), ugljikov(IV) oksid (CO2) i vodu (H2O).

Topljivost mu je 9.6 g u 100 mL H2O (20 °C).

U prirodi se javlja kao mineral "trona" (Na2CO3NaHCO32 x H2O.

## Dobivanje
Industrijski se dobiva Solvayevim postupkom, gdje prvo nastane bikarbonat koji se potom peče dok ne prijeđe u karbonat.

Osim po Solvayevu postupku natrijev hidrogenkarbonat se dobiva i uvođenjem ugljikovog(IV) oksida u vodenu otopinu natrijevog karbonata:
Na2CO3 + CO2 + H2O --> 2NaHCO3

## Uporaba
Koristi se u pekarstvu kao osnovni sastojak u proizvodnji raznih praškova za dizanje tijesta, prašaka za pecivo i pečenje, u kozmetici, u proizvodnji pjenušavih pića, u proizvodnji umjetnih mineralnih voda (soda voda), u proizvodnji tekstila, papira, keramike, kao punilo vatrogasnih aparata, itd.

Zbog svoje slabe lužnatosti u medicini se koristi kao neutralizirator suviška želučanih kiselina (ponajviše HCl), te za neutraliziranje kiselina, u raznim kemijskim procesima.